# Achmed Sachratulajewitsch Asimow

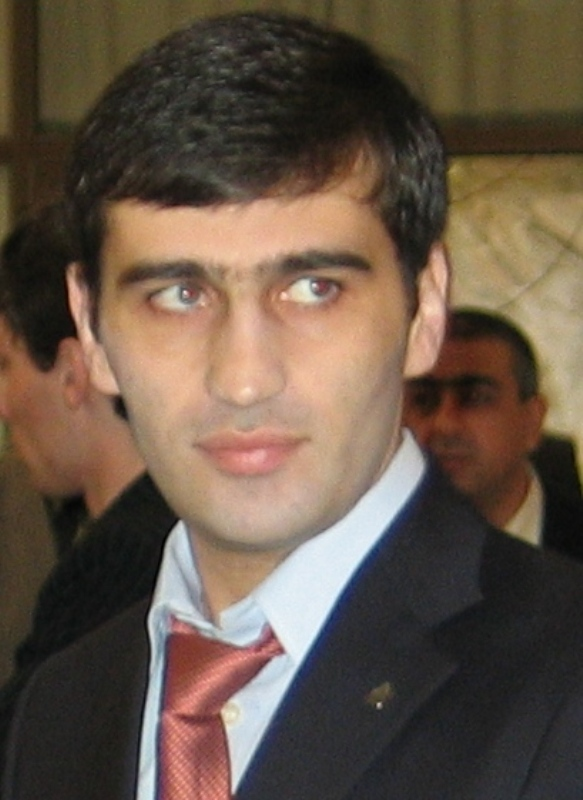
Achmed Asimow 2010

Achmed Sachratulajewitsch Asimow (russisch Ахмед Сахратулаевич Азимов, wiss. Transliteration Achmed Sachratulaevič Asimov; * 17. Juni 1977 in Machatschkala) ist Vorsitzender der Moskauer Abteilung der allrussischen sozialen Bewegung „Russländischer Kongress der Völker des Kaukasus“, stellvertretender Vorsitzender des Rats für Angelegenheiten der Nationalitäten bei der Regierung der Stadt Moskau, Koordinator des Expertenrats beim Rat der Mufti Russlands und Orientalist.

## Biographie
1995 begann er ein Studium an der Abteilung für Orientalistik an der historischen Fakultät der Staatlichen Universität Dagestan. Ab 1998 führte er sein Studium an der Fakultät für Orientalistik der Sankt-Petersburger Staatlichen Universität weiter. 1999, nach Erhalt des Bachelor-Abschlusses, führte er seine Studien in der gleichen Universität fort und schloss diese im Jahre 2000 mit Auszeichnung und einem Master in Orientalistik und Afrikanistik ab. 2000 bis 2003 promovierte er an der gleichen Fakultät.
Im Jahre 2000 wurde A. S. Asimow zum Leiter der Internationalen Nichtregierungsorganisation (NGO) „Union der Dagestaner Jugend in Sankt-Petersburg“ gewählt. 2002 wurde er zum Präsidenten der NGO „Kultur- und Bildungszentrum Erbe“  und 2003 zum ersten Stellvertreter des Vorsitzenden der Union islamischer Journalisten Russlands gewählt. Seit 2003 ist er Berater des Vorsitzenden des Rats der Mufti Russlands, des Mufti Scheich Rawil Gajnutdin. 2004 bis 2007 war er Generaldirektor der OOO „Global-Kapital-Kompanija“.
2005 erhielt er ein Diplom mit Auszeichnung für die berufliche Umschulung im Bereich „kreatives und innovatives Management“ der Moskauer Staatlichen Universität. Seit 2007 ist er stellvertretender Vorsitzender des Leitungsausschusses der Allrussischen sozialen Bewegung „Russländischer Kongress der Völker des Kaukasus“ (RKVK), Von  2008 bis 2009 war er als Autor und Moderator der Diskussionssendungen „Kaukasische Zeit“ im Radiosender „Russischer Nachrichtendienst“ (107.0 FM) tätig. Seit 2008 ist Asimow Vorsitzender der Moskauer Abteilung RKVK. Von 2008 bis 2010 war er zudem Vorsitzender des Leitungsausschusses der RKVK. Er ist seit 2008 Mitglied des Sozialrats unter der Hauptverwaltung für Innere Angelegenheiten der Stadt Moskau, Stellvertretender Vorsitzender des Rats für Angelegenheiten der Nationalitäten bei der Regierung der Stadt Moskau, seit 2010 Stellvertretender Vorsitzender des Sozialrats unter der Hauptverwaltung für Innere Angelegenheiten der Stadt Moskau und seit 2011 Koordinator des Expertenrats beim Rat der Mufti Russlands.
Seit 2001 lebt Asimow in Moskau. Er ist verheiratet und hat drei Kinder.

## Wirken
Asimov nimmt regelmäßig an den Treffen des Ministers für Ausländische Angelegenheiten der RF Sergei Wiktorowitsch Lawrow mit den Stellvertretern der russländischen NGOs teil, die mit dem Außenministerium bezüglich internationaler Fragen zusammenarbeiten. Er initiierte die Erstellung eines gesellschaftlichen Operationsstabs, dessen Tätigkeit seitens der städtischen Regierung und der Hauptverwaltung für Innere Angelegenheiten der Stadt Moskau mehrfach als effektiv eingeschätzt wurde. Asimow nahm an der Ausarbeitung und Durchführung des Projekts „Union der studentischen Landsmannschaften“ teil.